# Team Win Recovery Project
Team Win Recovery Project (TWRP) — это программа с открытым исходным кодом для восстановления Android устройств.
Программа предоставляет интерфейс с сенсорным экраном, которая позволяет пользователям устанавливать сторонние прошивки и выполнять резервное копирование текущей системы, что не поддерживается стандартными режимами восстановления.
Поэтому TWRP часто устанавливают при перепрошивке или  получении root-прав на Android устройстве.

## Функции
Основной метод установки (прошивки) TWRP на Android-устройство требует загрузки версии, созданной специально для этого устройства, с помощью таких инструментов, как Fastboot, Odin, SP Flash Tool. Однако некоторые операционные системы, основанные на Android OS, уже поставляются с TWRP в качестве средства для восстановления по умолчанию.
TWRP дает пользователям возможность полностью создавать резервные копии своих устройств (включая загрузчик, системные данные, пользовательские приложения и т.д.), к которым можно вернуться в любое время. Также имеется встроенный файловый менеджер, в котором можно удалить файлы, вызвавшие проблемы на устройстве, или добавить файлы, чтобы исправить проблемы.
На 2019 год, TWRP поддерживает установку пользовательских операционных систем (таких, как LineageOS, или последней версии Android), ядер, дополнений (Google приложения (Gapps), SuperSU, Magisk, темы и т.д.), системных приложений и других различных модов.
Поддерживает полную/частичную очистку, резервное копирование, восстановление и монтирование различных разделов устройства, таких как разделы системы, загрузчика, пользовательских данных, кэша и внутреннего хранилища. TWRP также имеет функцию передачи файлов через MTP и эмулятор терминала.
В январе 2017 года команда TWRP выпустила приложение для Android, которое позволяет прошивать TWRP, используя root-доступ. Однако, в отличие от TWRP, приложение не имеет открытого исходного кода. Это приложение устанавливается через "режим восстановления" TWRP для устройств с root и без него. Устанавливается в системный раздел, что делает его системным приложением по умолчанию, это не позволяет удалить его без root-прав. Тем не менее, TWRP предоставляет пользователю свободу выбора для использования приложения.